# Carlos Vera
Carlos Alfredo Vera Rodríguez (Manabí, 25 juni 1976) is een Ecuadoraans voetbalscheidsrechter. Sinds 2006 leidt hij internationale wedstrijden voor de wereldvoetbalbond FIFA.
Vera begon zijn carrière als professioneel voetbalscheidsrechter met aansluiting bij de Ecuadoraanse voetbalbond (FEF), waarna hij regelmatig werd aangesteld als scheidsrechter bij competitieduels in de Campeonato Ecuatoriano de Fútbol. In deze competitie leidde hij sinds de Apertura in 2009 137 duels, waarin hij 628 gele kaarten en 93 rode kaarten uitdeelde. Hij floot sinds 2007 elk seizoen minstens één wedstrijd om de Copa Sudamericana, waaronder een kwartfinale in 2012 en een halve finale in 2013, tussen AA Ponte Preta en São Paulo FC. Ook is hij jaarlijks actief in de Copa Libertadores. In 2012 kreeg hij de halve finale aangewezen van het wereldkampioenschap voetbal voor clubs tussen het Mexicaanse CF Monterrey en het Engelse Chelsea FC (1–3, geen kaarten). Vera floot in de zomer van 2013 twee wedstrijden, één in de groepsfase en een in achtste finales, op het wereldkampioenschap voetbal voor spelers onder de leeftijd van 20 jaar.
Carlos Vera maakte zijn debuut als scheidsrechter in het A-interlandvoetbal op 6 juni 2009 in het Boliviaanse La Paz, waar hij de WK-kwalificatiewedstrijd tussen Bolivia en Venezuela leidde. In maart 2013 noemde de FIFA Vera een van de vijftig potentiële scheidsrechters voor het wereldkampioenschap voetbal. Op 15 januari 2014 maakte de wereldvoetbalbond bekend dat hij een van de 25 scheidsrechters op het toernooi zou zijn. Daarbij werd hij geassisteerd door Christian Lescano en Byron Romero.

## Interlands
| Datum            | Plaats         | Wedstrijd               | Uitslag | Competitie           | Kreeg geel | Kreeg voor de tweede keer geel en dus rood | Weggestuurd |
| ---------------- | -------------- | ----------------------- | ------- | -------------------- | ---------- | ------------------------------------------ | ----------- |
| 6 juni 2009      | La Paz         | Bolivia – Venezuela     | 0 – 1   | Kwalificatie WK 2010 | 10         | 1                                          | 1           |
| 9 september 2009 | Puerto La Cruz | Venezuela – Peru        | 3 – 1   | Kwalificatie WK 2010 | 5          | 0                                          | 0           |
| 7 juli 2011      | San Salvador   | Bolivia – Costa Rica    | 0 – 2   | Copa América         | 7          | 0                                          | 2           |
| 17 juli 2011     | San Juan       | Chili – Venezuela       | 1 – 2   | Copa América         | 6          | 1                                          | 1           |
| 11 november 2011 | Buenos Aires   | Argentinië – Bolivia    | 1 – 1   | Kwalificatie WK 2014 | 3          | 0                                          | 0           |
| 12 oktober 2012  | La Paz         | Bolivia – Peru          | 1 – 1   | Kwalificatie WK 2014 | 6          | 0                                          | 0           |
| 22 maart 2013    | Barranquilla   | Colombia – Bolivia      | 5 – 0   | Kwalificatie WK 2014 | 2          | 0                                          | 0           |
| 11 oktober 2013  | Buenos Aires   | Argentinië – Peru       | 3 – 1   | Kwalificatie WK 2014 | 2          | 0                                          | 0           |
| 16 juni 2014     | Curitiba       | Iran – Nigeria          | 0 – 0   | WK 2014              | 1          | 0                                          | 0           |
| 24 juni 2014     | Fortaleza      | Griekenland – Ivoorkust | 2 – 1   | WK 2014              | 3          | 0                                          | 0           |
| 19 november 2014 | Santiago       | Chili – Uruguay         | 1 – 2   | Vriendschappelijk    | 5          | 0                                          | 0           |
| 16 juni 2015     | Antofagasta    | Paraguay – Jamaica      | 1 – 0   | Copa América         | 3          | 0                                          | 0           |
| 17 november 2015 | Barranquilla   | Colombia – Argentinië   | 0 – 1   | Kwalificatie WK 2018 | 7          | 0                                          | 0           |

Bijgewerkt op 19 november 2015.